# فريد آرميسين
فريد آرميسين (بالإنجليزية: Fred Armisen)‏ مواليد 4 ديسمبر 1966 في مسيسيبي، الولايات المتحدة، هو ممثل أمريكي بدأ مشواره سنة 2005
.

## الأعمال
- زخرفة القاعات
- فتخاء
- ذي روكر
- كبار رجال الشرطة
- ايزي ايه
- الديكتاتور
- السنافر 2
- زولاندر 2
- الساعات الصغيرة

## وصلات خارجية
- فريد آرميسين على موقع IMDb (الإنجليزية)
- فريد آرميسين على موقع ميتاكريتيك (الإنجليزية)
- فريد آرميسين على موقع روتن توميتوز (الإنجليزية)
- فريد آرميسين على موقع ألو سيني (الفرنسية)
- فريد آرميسين على موقع ميوزك برينز (الإنجليزية)
- فريد آرميسين على موقع أول موفي (الإنجليزية)
- فريد آرميسين على موقع قاعدة بيانات الأفلام السويدية (السويدية)
- فريد آرميسين على موقع إن إن دي بي (الإنجليزية)
- فريد آرميسين على موقع أول ميوزيك (الإنجليزية)
- فريد آرميسين على موقع ديسكوغز (الإنجليزية)

- الموقع الإلكتروني